# Senice na Hané
Senice na Hané (en allemand : Gross Senitz) est une commune du district et de la région d'Olomouc, en République tchèque. Sa population s'élevait à 1 773 habitants en 2023.

## Géographie
Senice na Hané se trouve à 9 km au sud de Litovel, à 13 km à l'ouest-nord-est d'Olomouc, à 88 km à l'ouest d'Ostrava et à 197 km à l'est-sud-est de Prague.
La commune se compose de deux sections séparées par la commune de Senička. La section principale, à l'est, est limitée par Cholina, Dubčany et Náklo au nord, par Příkazy et Těšetice à l'est, par Loučany et Náměšť na Hané au sud, et par Senička et Bílsko à l'ouest. L'autre section, à l'ouest, est formée par le quartier de Cakov ; elle est limitée par Bílsko au nord, par Senička à l'est, par Náměšť na Hané et Olbramice au sud, et par Vilémov à l'ouest.

## Histoire
La première mention écrite de la localité date de 1078.

## Administration
La commune se compose de trois sections :
- Senice na Hané
- Cakov
- Odrlice

## Transports
Par la route, Senice na Hané se trouve à 11 km de Litovel, à 16 km d'Olomouc et à 234 km de Prague.